# Titularbistum Gilba
Gilba ist ein Titularbistum der römisch-katholischen Kirche.
Die in Nordafrika gelegene Stadt war ein alter römischer Bischofssitz, der im 7. Jahrhundert mit der islamischen Expansion unterging. Er lag in der römischen Provinz Numidien.
| Titularbischöfe von Gilba |                                |                                                        |                   |                  |
| Nr.                       | Name                           | Amt                                                    | von               | bis              |
| 1                         | Joseph Mark Gopu               | Weihbischof in Pondicherry (Indien)                    | 8. Juli 1948      | 8. Januar 1953   |
| 2                         | Honoré Marie Van Waeyenbergh   | Weihbischof in Mecheln (Belgien)                       | 1. September 1954 | 19. Juli 1971    |
| 3                         | Príamo Pericles Tejeda Rosario | Weihbischof in Santo Domingo (Dominikanische Republik) | 10. Mai 1975      | 8. November 1986 |
| 4                         | Joseph Lafontant               | Weihbischof in Port-au-Prince (Haiti)                  | 25. November 1986 |                  |